# Amt Biesenthal-Barnim
Het Amt Biesenthal-Barnim is een samenwerkingsverband van 6 gemeenten en ligt in het Landkreis Barnim in de Duitse deelstaat Brandenburg. Het Amt telt 12.524 inwoners. Het bestuurscentrum bevindt zich in de stad Biesenthal.

## Gemeenten
Het Amt bestaat uit de volgende gemeenten:
- Biesenthal (stad) met het Ortsteil Danewitz
- Breydin met de Ortsteilen Tuchen-Klobbicke en Trampe
- Marienwerder met de Ortsteilen Ruhlsdorf, Marienwerder en Sophienstädt
- Melchow met de Ortsteilen Schönholz en Spechthausen
- Rüdnitz met het Ortsteil Albertshof
- Sydower Fließ met de Ortsteilen Grüntal en Tempelfelde